# Iroquois (Illinois)
Iroquois es una villa ubicada en el condado de Iroquois en el estado estadounidense de Illinois. En el Censo de 2010 tenía una población de 154 habitantes y una densidad poblacional de 99,26 personas por km².

## Geografía
Iroquois se encuentra ubicada en las coordenadas 40°49′43″N 87°35′5″O / 40.82861, -87.58472. Según la Oficina del Censo de los Estados Unidos, Iroquois tiene una superficie total de 1.55 km², de la cual 1.55 km² corresponden a tierra firme y (0%) 0 km² es agua.

## Demografía
Según el censo de 2010, había 154 personas residiendo en Iroquois. La densidad de población era de 99,26 hab./km². De los 154 habitantes, Iroquois estaba compuesto por el 96.75% blancos, el 0% eran afroamericanos, el 0% eran amerindios, el 0% eran asiáticos, el 0% eran isleños del Pacífico, el 1.95% eran de otras razas y el 1.3% pertenecían a dos o más razas. Del total de la población el 2.6% eran hispanos o latinos de cualquier raza.